# الشفية (محافظة خيبر)
الشفية قرية من قرى محافظة خيبر في منطقة المدينة المنورة في السعودية، تقع شمال المدينة المنورة